# Помпеї (фільм)
«Помпеї» (англ. Pompeii) — американський фільм-катастрофа 2014 року сценариста, продюсера та режисера Пола В. С. Андерсона, що розповідає про виверження Везувію у 79 році нашої ери. Головні ролі виконали Кіт Герінгтон, Емілі Браунінг і Кіфер Сазерленд.

## Сюжет
У Північній Британії в 62 році нашої ери римляни на чолі з Корвусом (Кіфер Сазерленд) жорстоко знищили плем'я кельтських вершників. Єдиний, хто вижив, хлопчик Майло, батьків якого особисто вбив Корвус, потрапляє в полон до работорговців.
Сімнадцять років потому, у Лондініумі в 79 році нашої ери, рабовласник Грекус (Джо Пінге) спостерігає за битвою класу гладіаторів, не вражений, поки не бачить дорослого Майло (Кіт Герінґтон), талановитого гладіатора, якого натовпи називають «кельтом». Незабаром Майло разом із побратимами-рабами привозять до Помпеї. В дорозі вони бачать, як кінь падає, тягнучи карету з Кассією (Емілі Браунінг), яка повертається після року в Римі, та її слугою Аріадне (Джессіка Лукас). Майло вбиває коня, щоб припинити його страждання, і цим привертає увагу Кассії. Кассія — дочка губернатора міста Северуса (Джаред Гарріс) і його дружини Аурелії (Керрі-Енн Мосс). Северус сподівається, що новий імператор Тит інвестує у плани відновлення Помпей, попри попередження Кассії про те, що Рим стає все корумпованішим. Фелікс (Далмар Абузеїд), слуга, бере коня Кассії Віреса на прогулянку, але його гине, коли землетрус з Везувію провалює землю під ним.
У Помпеях Майло розвиває суперництво з Аттікусом (Адевале Акіннуойе-Агбадже), гладіатором-чемпіоном, якому за римським правом буде дано свободу після того, як він здобуде ще одну перемогу. Гладіаторів демонструють на вечірці, де Корвус, тепер сенатор, каже Северусу, що імператор не буде вкладати кошти в його плани, але він сам це зробить. Виявляється, що Кассія покинула Рим, щоб уникнути домагань Корвуса. Коли землетрус викликає у деяких коней тривогу, Майло допомагає заспокоїтися. Потім він бере Кассію на прогулянку і каже їй, що вони не можуть бути разом. Повернувшись на віллу, Корвус готовий вбити Майло (не впізнавши його з сільської різанини), але Кассія благає за життя Майло. Майло бʼють батогами за його дії, а Аттікус визнає повагу до свого суперника, коли вони готуються зустрітися один з одним на майбутньому фестивалі.
В амфітеатрі Помпеї, щоб покарати Майло, Корвус наказує вбити його в першій битві, а злий тренер Белатор (Каррі Грем) переконує Грека також принести в жертву Аттікуса. Двоє чоловіків та інші гладіатори прикуті до скель, а інші гладіатори виходять як римські солдати, щоб відтворити перемогу Корвуса над кельтами. Працюючи разом, Майло і Аттікус виживають у битві; Аттікус розуміє, що римляни ніколи не будуть шанувати його свободу. Під час битви Корвус змушує Кассію погодитися вийти за нього заміж, погрожуючи вбивством її сім'ї за нібито зраду Імператору. Коли Майло та Аттікус перемагають, Кассія кидає виклик Корвусу, тримаючи «пальці вгору», щоб гладіатори жили, і Корвус відвозить її на віллу, щоб зачинити. Стверджуючи, що землетрус є ознакою Вулкана, Корвус змушує свого офіцера Прокулуса (Саша Роїз) битися з Майло один на один. Їх битва переривається, коли вивергається Везувій, викликаючи потужні поштовхи, які спричиняють обвал арени, відправляючи Майло та Прокулуса в підземелля. Майло відкриває ворота, щоб дати своїм колегам-гладіаторам шанс атакувати; Прокулус тікає, а гладіатори вбивають Белатора. Побачивши, як Корвус впав під балку, Северус намагається вбити його, але Корвус заколює його та втікає.
Внаслідок виверження на місто падають палаючі уламки, коли населення намагається втекти до гавані. Одна вогняна куля знищує та топить корабель, убиваючи Грека, що втікає. Перед смертю Аврелія каже Майло, що Кассія на віллі. Майло мчить до вілли і йому вдається врятувати Кассію, але Аріадна гине, коли вілла руйнується. Аттікус намагається дістатися до гавані, але цунамі, створене вулканом, вривається в місто, руйнуючи гавань і зовнішні стіни, а також розбиваючи кілька кораблів. Возз’єднавшись з Аттікусом, Майло пропонує пошукати на арені коней, щоб втекти. Поки гладіатори зустрічаються з римськими солдатами на арені, Корвус викрадає Кассію, яка знайшла тіла своїх батьків. Аттікус змушує Майло переслідувати колісницю, що везе двох, поки він бореться з Прокулом. Аттікус смертельно поранений в дуелі, але все ж таки йому вдається вбити Прокула.
Майло переслідує Корвуса по всьому місту; обидва ледве уникають вогняних куль та руйнування інфраструктури. Кассії вдається звільнитися, перш ніж колісниця врізається в храм Аполлона. Майло і Корвус бʼються, коли вогняна куля руйнує храм. Кассія приковує Корвуса до будівлі, Майло оголошує, хто він такий, що Корвус вбив його сім'ю, і тепер його боги приходять, щоб покарати сенатора. Майло і Кассія їдуть, поки пірокластична хвиля мчить у місто, спалюючи Корвуса. На арені Аттікус з гордістю проголошує, що він помирає вільною людиною, перш ніж бути поглинутим пірокластичним потоком. На околиці міста кінь скидає Майло і Касію. Майло каже Кассії залишити його, розуміючи, що кінь недостатньо швидкий, щоб нести їх обох. Замість цього вона відправляє коня, не бажаючи витрачати останні хвилини на бігу і знаючи, що вони не можуть випередити сплеск. Майло цілує Кассію, коли їх охоплює хвиля. Останній кадр — скам’янілі тіла пари, замкнені у вічних обіймах.

## Ролі
- Кіт Герінгтон — Майло
- Емілі Браунінг — Касія
- Кіфер Сазерленд — сенатор Корво
- Джаред Гарріс — Северус
- Керрі-Енн Мосс — Аврелія
- Адевале Акінуойє-Агбадже — Аттік
- Джессіка Лукас — Аріадна
- Саша Ройз — Прокул
- Керрі Грем — Беллатор
- Джо Пінг — Грек

## Знімання
Знімання фільму відбувалося в Торонто, Канада, з березня по липень 2013 року, переважно на кіностудії Cinespace Film Studios на Кіплінг-авеню. Constantin Film і Don Carmody Productions раніше вибрали Cinespace як місце для знімання Resident Evil: Retribution і The Mortal Instruments: City of Bones.
Виконавець головної ролі Кіт Герінґтон пройшов виснажливий режим тренувань для фільму, щоб бути затвердженим для цієї ролі. Герінґтон заявив, що «хотів зробити трансформацію тіла для чогось — це був один із тих процесів, яких я ніколи раніше не робив… Я став одержимий цим. До того моменту, коли я ходив у спортзал тричі на день шість днів на тиждень. Я був виснаженим. Тож тренер увійшов і сказав: "Дивіться, вам не потрібно проходити через все це. Зараз це дисморфія тіла".
У Помпеях режисер Андерсон вчетверте використовував 3D-камери у своїх фільмах, першим був Resident Evil: Afterlife в 2010 році. Продюсери Resident Evil Джеремі Болт і Дон Кармоді возз’єдналися з Андерсоном для фільму. FilmDistrict купив права на розповсюдження в США, і через стосунки Sony з виробниками фільму вони вирішили випустити фільм разом із TriStar Pictures. Компанія Summit Entertainment, яка випустила «Три мушкетери» Андерсона, займалася розповсюдженням за межами Німеччини та США (через Lionsgate).